# 295471 Herbertnitsch
295471 Herbertnitsch este o planetă minoră (asteroid) din centura de asteroizi. A fost descoperită pe 27 august 2008 la  de Vincenzo Silvano Casulli⁠(d). 
Obiectul prezintă o orbită caracterizată de o semiaxă mare de 2,7092468398289 UAi, o excentricitate de 0,24399031660482, o înclinație de 1,575710648106 ° în raport cu ecliptica.